# Brocton (Staffordshire)
Brocton es una parroquia civil y un pueblo del distrito de Stafford, en el condado de Staffordshire (Inglaterra).

## Geografía
Según la Oficina Nacional de Estadística británica, Brocton tiene una superficie de 9,38 km².

## Demografía
Según el censo de 2001, Brocton tenía 1052 habitantes (49,71% varones, 50,29% mujeres) y una densidad de población de 112,15 hab/km². El 17,11% eran menores de 16 años, el 74,05% tenían entre 16 y 74, y el 8,84% eran mayores de 74. La media de edad era de 45,11 años. Del total de habitantes con 16 o más años, el 15,02% estaban solteros, el 73,17% casados, y el 11,81% divorciados o viudos.
Según su grupo étnico, el 98,86% de los habitantes eran blancos, el 0,76% mestizos, y el 0,38% asiáticos. La mayor parte (96,77%) eran originarios del Reino Unido. El resto de países europeos englobaban al 1,33% de la población, mientras que el 1,9% había nacido en cualquier otro lugar. El cristianismo era profesado por el 83,3%, el judaísmo por el 0,28%, y el islam por el 0,38%. El 9,87% no eran religiosos y el 6,17% no marcaron ninguna opción en el censo.
Había 432 hogares con residentes y 13 vacíos.